# Glacier Embree
Le glacier Embree est un glacier situé en Antarctique. Il s'étend sur 37 km de long dans la partie centre-nord du massif Sentinel, dans les monts Ellsworth, au sud du mont McKeown, drainant les pentes orientales du mont Hale, du mont Davis et du mont Bentley, les pentes nord-est du mont Anderson et les pentes nord-ouest de la crête Probuda, s'épanchant vers le nord-nord-est et le nord du mont Schmid tournant vers l’est pour rejoindre le courant glaciaire Rutford à l’est du mont Tegge.
Il a été nommé ainsi en l'honneur du major Henry Embree, de l'USAF, qui a participé à la création de la station du pôle Sud en 1956